# Mark Addy
Mark Addy Johnson (Iorque, 14 de janeiro de 1964) é um ator e dublador britânico. Ele é conhecido por diversos papéis na televisão britânica, incluindo o Rei Robert Baratheon na aclamada série da HBO, Game of Thrones, além do detetive Constable Gary Boyle no seriado The Thin Blue Line (1995 - 1996) e Hércules na série de fantasia dramática Atlantis (2013 - 2015). Ele fez sua estréia no cinema como Dave Horsefall em The Full Monty (1997), recebendo uma indicação ao BAFTA Award de Melhor Ator Coadjuvante.

## Vida pessoal
Addy nasceu e foi educado em Iorque. Entre 1982 e 1984 ele estudou na Royal Academy of Dramatic Art. Ele vive com sua esposa Kelly em Rufforth, perto de Iorque, com seus três filhos: Ruby, Charlie e Oscar. Seus ancestrais viveram em Iorque desde 1910, quando seu tataravô se mudou para lá.

## Televisão
Addy fez sua primeira aparição na TV em 1988, na série A Very Peculiar Practice, seguida de outras aparições em várias outras séries inglesas.
Ele interpretou Bill Miller em Still Standing, e o Detetive Boyle na segunda série de The Thin Blue Line (série). Em 2011, ele interpretou o Rei Robert Baratheon na série da HBO, Game of Thrones, baseada na série de livros As Crônicas de Gelo e Fogo, de George R. R. Martin. Em 2013 interpretou Hercules na serie da BBC1 Atlantis.

## Cinema
Ele teve uma participação coadjuvante no filme The Full Monty (1997), e interpretou Fred Flintstone em The Flintstones in Viva Rock Vegas. Em 1998 ele interpretou Mac McArthur no filme Jack Frost, com Michael Keaton. Em 2001, ele interpretou o mordomo de Chris Rock no filme Down to Earth e apareceu em A Knight's Tale, como Roland. Addy interpretou o papel de David Philby em The Time Machine (2002) e fez uma aparição especial como Capitão no filme Around the World in 80 Days, com Jackie Chan e Steve Coogan, em 2004. Em 2010, ele interpretou Frei Tuck em Robin Hood, de Ridley Scott.